# 龙头街道 (大连市)
龙头街道是中华人民共和国辽宁省大連市旅顺口区下辖的一个街道。大连高新技术产业开发区在辖区内设有龙头分园，列为旅顺口区的类似乡级单位。

## 行政区划
龙头街道下辖以下地区：
学城社区、龙头村、东北山村、龙湖村、大八里村、姜家村、盐厂新村和郭家沟村。